# Amomum apiculatum
Amomum apiculatum là một loài thực vật có hoa trong họ Gừng. Loài này được Karl Moritz Schumann mô tả khoa học đầu tiên năm 1899.

## Phân bố
Loài này có ở miền tây Sumatra, Indonesia, ở cao độ 80-1.200 m (260-4.000 ft).